# Amejoramiento del Régimen Foral de Navarra
La Ley Orgánica de Reintegración y Amejoramiento del Régimen Foral de Navarra (Lorafna), también conocida simplemente como Amejoramiento del Fuero (Ley Orgánica 13/1982, de 10 de agosto) es una ley española que supone la norma institucional básica de la Comunidad Foral de Navarra. 
Aunque formalmente no lo es, sería el equivalente a los estatutos de autonomía que ostentan las comunidades autónomas de España. Mientras que «los estatutos de autonomía garantizan el acceso a la autonomía de los diversos pueblos de España» el Amejoramiento del Fuero de Navarra «asegura la continuidad histórica del régimen foral como solución autonómica singular del pueblo navarro.» En el mismo preámbulo se recalca:

«Navarra se incorporó al proceso histórico de formación de la unidad nacional española manteniendo su condición de Reino, con la que vivió, junto con otros pueblos, la gran empresa de España.»

Una vez aprobada por las Cortes Generales (el Congreso de los Diputados el 30 de junio de 1982 y en el Senado de España el 26 de julio) como ley orgánica fue aprobada por el Parlamento Foral de Navarra provisional, siendo sancionada y promulgada como Ley Orgánica 13/1982, de 10 de agosto, y entró en vigor el 16 de agosto de 1982. Fue publicada por el BOE (26 de agosto de 1982) y el BON (3 de septiembre de 1982).

## Antecedentes
El Amejoramiento del Fuero es una actualización, con apoyo en la Disposición Adicional de la Constitución Española de 1978, del régimen foral reconocido para Navarra en Ley de Modificación de Fueros de 1841 promulgado por las Cortes Españolas de acuerdo con lo previsto en la Ley de Confirmación de Fueros de 1839.
El régimen foral reconocido para Navarra en la Ley Paccionada suponía la liquidación en Navarra del Antiguo Régimen en el marco del abandono del absolutismo monárquico y la implantación del estado constitucional liberal en España a la muerte de Fernando VII.
De forma concreta, la Ley Paccionada convertía a Navarra en una provincia de régimen especial dotada de un especial autonomía económico-administrativa detentada por su Diputación Provincial (autodenominada 'foral' desde 1867). El nuevo régimen foral sería mantenido y ampliado en parte durante el siglo y medio posterior, no sufriendo variaciones de importancia hasta 1978 y la subsiguiente aprobación del Amejoramiento del Fuero.

## Contexto histórico

### El concepto
Se relaciona la palabra amejoramiento con mejora en el sistema jurídico existente. El Diccionario Panhispánico del español jurídico la define como una "expresión utilizada para designar las modificaciones y mejoras de los fueros antiguos [...] empleada por los reyes navarros en sus juramentos medievales para comprometerse a no empeorar los fueros, con el objetivo de mejorar los derechos e intereses legítimos de sus súbditos".
En el Capítulo I del Fuero General de Navarra ya se advertía de cómo el propio monarca había trasladado a la normativa foral el compromiso de amejorar siempre los Fueros, nunca de empeorarlos. Así pues, el término amejorar es un arcaísmo lingüístico del romance navarro que se ha mantenido en el derecho foral en el sentido «acrecentar una cosa, haciéndola pasar de un estado bueno a otro mejor» por lo que amejoramiento suele referirse ya concreta y específicamente «al cambio al que se somete el fuero para actualizarse y mejorar».
Como explicaba el profesor Martín Duque «el rito medieval del juramento regio puede considerarse en cierto modo imagen precursora del que, con legítimo ardor, se ha denominado sugestivamente "sentido sacral de fuero", redivivo en 1841.» Es decir, casi a mediados del siglo XIX, «como los antiguos monarcas del viejo reino que juraban defender los fueros de los navarros, así los diputados forales integrantes de las sucesivas Diputaciones juraban defender, amejorar y no empeorar los fueros de Navarra.» Un juramento o promesa que rehuía de «un sentimiento ciego e irracional.»

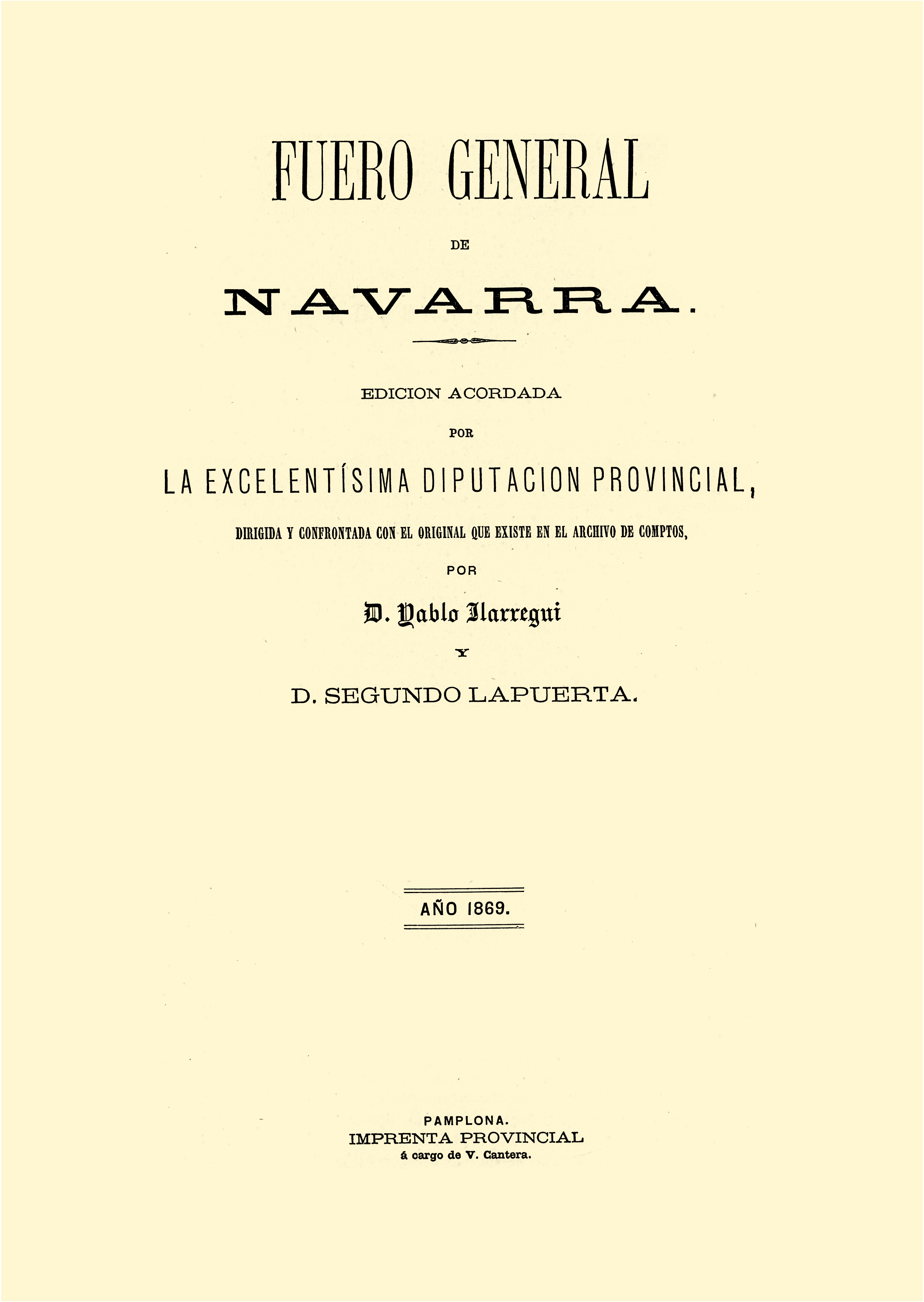
Fuero General de Navarra (1869) de Pablo Ilarregui y Segundo Lapuerta.

## El Fuero General de Navarra
El derecho navarro se basa en el denominado derecho pirenaico (que incluía fazañas) y guarda bastante relación con el aragonés; en ambos destacaba el derecho local, que será el predominante aunque surgirán unas costumbres y un derecho territorial que en el siglo XIII se pondrá por escrito. Será conocido como Fuero General de Navarra y, a su vez, se convertirá en la base del derecho navarro. 
El Fuero General de Navarra fue redactado por personas anónimas, conocedoras del derecho navarro y defensoras de sus tradiciones. En 1234 el rey Sancho VII falleció y, al no tener herederos que le descendieran, su sobrino Teobaldo I de Champaña heredó el trono del Reino. 
Este cambio de dinastía supuso un sentimiento de pánico en los navarros, ya que este rey no conocía su derecho de costumbres. Por ello decidieron poner el fuero por escrito y además incluyeron en el escrito el Fuero de Sobrarbe para demostrar la ya existencia del derecho navarro y que el poder legislativo era del pueblo y no del rey, cuya función rey era jurar lo escrito por los navarros. Este fuero será conocido como Fuero Antiguo o Fuero Viejo y hasta 1238 no se completaría su redacción. 
El Fuero General se escribió en romance navarro-aragonés, apareciendo algunos términos en euskera para denominar las pechas (impuestos aragoneses) que debían pagar los labradores, que constituían la mayoría de la población. También regulaba las instituciones de derecho público y privado a partir del derecho consuetudinario, también conocido como ius commune.

### Contenido histórico
Al principio, el Fuero General de Navarra era asistemático, para posteriormente ser sistematizando en 6 libros. Se aprobó la condición de que este fuero sólo podía ser modificado por un acuerdo entre las Cortes y el rey; de esta forma se hicieron dos modificaciones conocidas como amejoramientos, la primera en el siglo XIV y la segunda en el XV. A pesar del éxito que tuvo el fuero, siguió primando el derecho local. Cabe destacar que en el siglo XV se concedió este fuero como derecho local a algunas ciudades como Pamplona o el Valle de Roncal.
El orden de jerarquía se organizó mediante el siguiente orden:
1. Los fueros locales
2. El Fuero General
3. Las disposiciones reales
4. La costumbre

En Navarra no se empezó a utilizar el derecho común como derecho supletorio hasta el siglo XVI, a causa de la insuficiencia del derecho navarro. Finalmente, el Fuero General de Navarra se fue convirtiendo en la base de ese propio derecho.

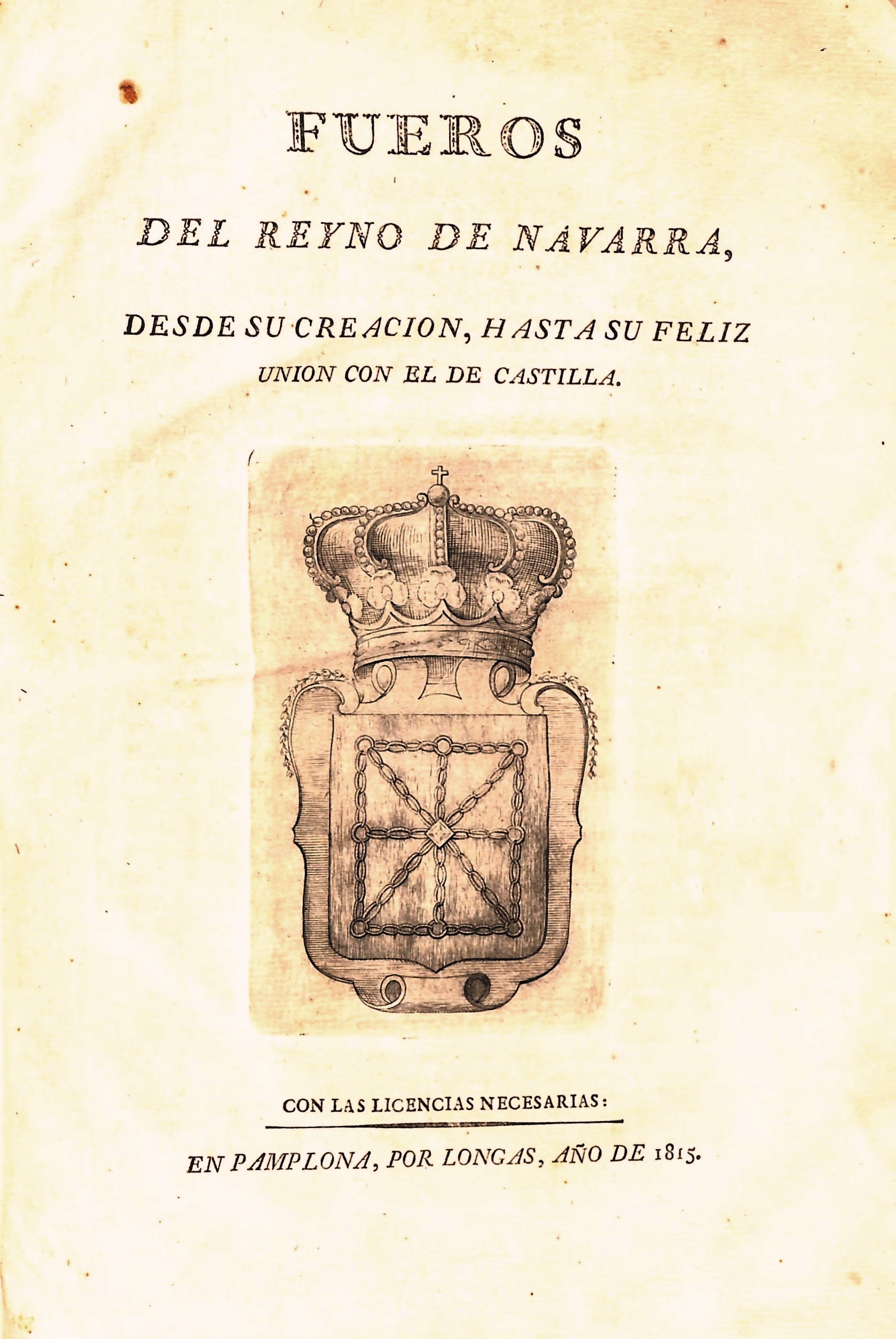
Fueros del Reyno de Navarra

## Amejoramientos al Fuero General de Navarra
Entre los precedentes históricos a las actualizaciones realizadas en el Fuero General existen dos amejoramientos realizados por Felipe III de Navarra (1330) y por Carlos III de Navarra (1418).

### Amejoramiento de 1330
Felipe III de Evreux hizo un juramento de mantener y mejorar el Derecho. Este juramento lo hacía ante «los naturales, prelados, ricoshombres, caballeros, infanzones y hombres buenos de las villas, y a todo el Reino de Navarra» con la finalidad de «mantenerlos a dreyto et meyorarlis los fueros et nó apeyorar».
Por ese motivo, en las Cortes del Reino se nombraron representantes de los tres estados: cuatro prelados (abades de la Oliva y Leyre, el prior de Roncesvalles y el oficial de la Catedral de Pamplona), cuatro ricoshombres, cuatro caballeros y representantes de las buenas villas para formar parte, junto a teólogos y oficiales del rey, de una comisión que procedió a redactar un texto que luego la Corte General y el rey, con el apoyo de los estamentos y del pueblo, aprobaron.
Este amejoramiento, otorgado por el rey «en las Cortes celebradas en Pamplona el 10 de septiembre de 1330», está formado por 34 capítulos que van precedidos de la frase "Estos son los fueros que los ordenó don Philip por la gracia de Dios rey de Navarra", a los que sigue el otorgamiento en el que se hace referencia al juramento prestado por el rey de conservar y mejorar los fueros. Seis de los capítulos eran circunstanciales y transitorios. Las materias reguladas son todas de derecho privado y en algún caso con implicaciones penales. Además, como referencia al Fuero General de Navarra, menciona al Fuero Viejo, de modo que este nuevo capitulado del Amejoramiento se contrapone al viejo que queda reformado al suprimirse expresamente cuatro "fueros antiguos".
Una breve mención sobre el contenido de los capítulos incluye:
1. Establece una nueva mayoría de edad
2. La libertad en la elección de lugar para otorgar testamento y en la elección de cabezaleros y testigos
3. Nuevo régimen en las donaciones por razón de matrimonio
4. Modifica penas
5. Se ocupa del pago de costas judiciales
6. Regula la prescripción de las deudas
7. Regula la sanción por usura
8. Modifica determinados aspectos del estatus de la minoría judía
9. Preceptos que se refieren a obligaciones de contratos
10. Limitación de asistentes a banquetes

En resumen, de estos capítulos, algunos son de carácter procesal; otros buscan erradicar prácticas usurarias de moros, cristianos y judíos; algunos capítulos establecían normas de policía en el comercio y en la ciudad; y, finalmente, estaban capítulos dedicados a evitar las blasfemias y los insultos a los conversos.
Mención especial merece el capítulo 25 donde se recoge «el proyecto de modificación de los fueros locales (que eran diversos) con arreglo a las tres clases de hidalgos, ruanos (o francos o ciudadanos) y labradores (villanos). Todos los fueros de Navarra debían ser reducidos a estos tres, salvando las franquezas y libertades de cada lugar».
Con todo, tanto en las Cortes de 1333, celebradas en Estella, como en 1342, celebradas en Olite, se añaden, respectivamente, 14 y 6 artículos nuevos. José María Lacarra apunta a que tales capítulos añadidos son atribuidos en recopilaciones posteriores al amejoramiento otorgado en 1330 cuando fueron en realidad incorporados más tarde en las fechas y lugares señalados. Esta afirmación viene de la mano de las diferencias detectadas en el cotejo de los diferentes manuscritos conservados que han llevado a tales consideraciones.

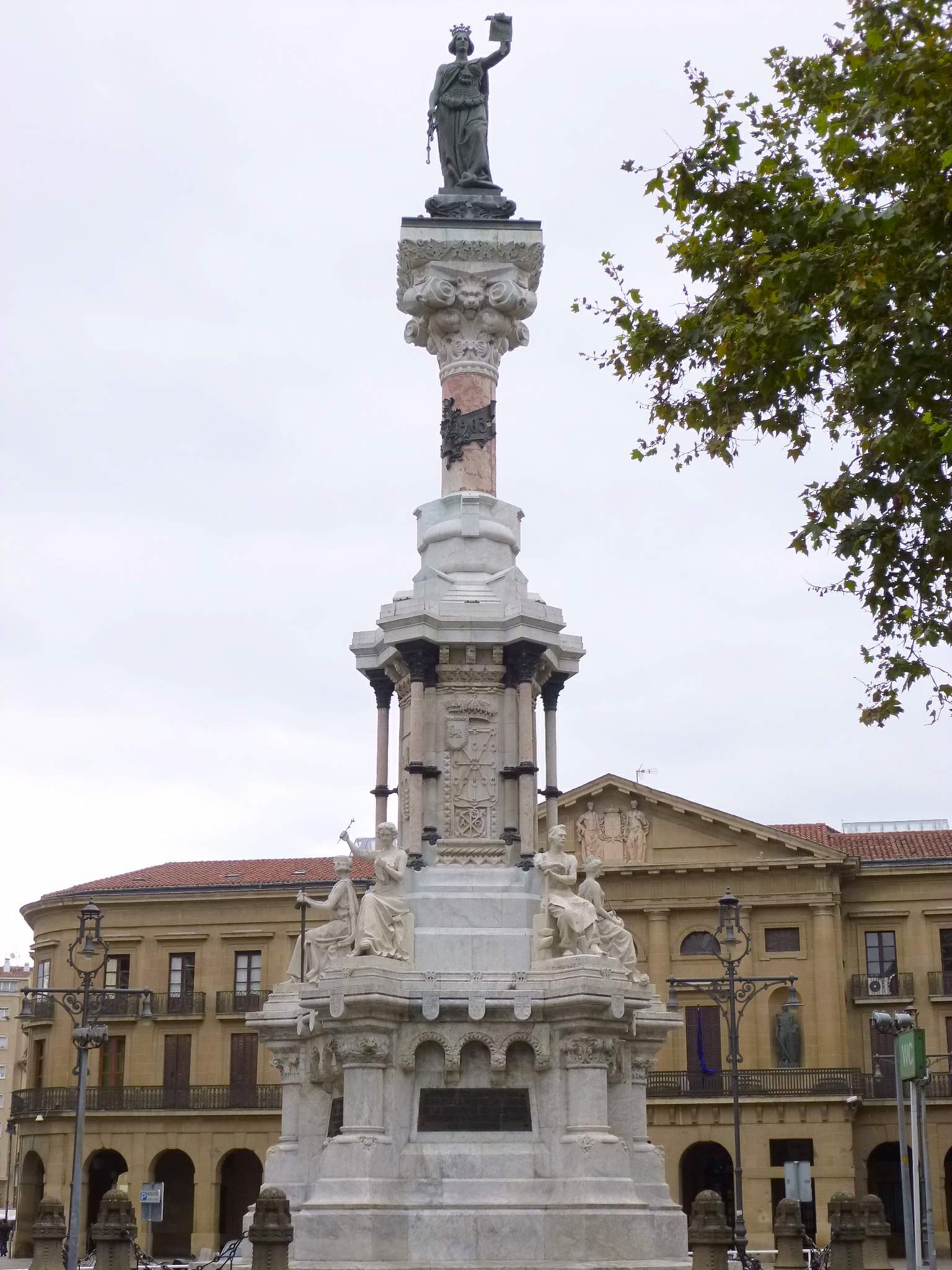
Monumento a los Fueros (Pamplona) levantado en 1903, tras la Gamazada, en defensa del pacto foral hecho por los navarros.

### Amejoramiento de 1418
El segundo Amejoramiento que se realizó fue el 1 de febrero de 1418. En este Carlos III de Navarra levantó un acta de reunión de los Tres Estados en el que se aprobó un ordenamiento que intentaba "ainader, menguar, mudar et corregir" los Fueros precedentes. 
Este amejoramiento se hizo sobre el fuero antiguo, concretamente sobre los capítulos 3,4 y sobre el amejoramiento precedente de Felipe III, los capítulos 1,4 y 8.
El Amejoramiento de 1418 cuenta con catorce capítulos. En la edición de la Diputación Foral va precedido de los siguientes términos: "Memorias de los fueros que fizo don Carlos de Navarra".
Los cambios que se realizaron fueron los siguientes:
1. Endurece penas por blasfemias y somete el delito a la competencia de los alcaldes de los mercados y de las villas
2. Hace obligatorios los desafíos en los casos de agravios
3. Los desafíos serán ante el rey, gobernador o Corte
4. Se exige el desafío en el caso de que un hidalgo pretenda vengarse de parientes o amigos del presunto ofensor
5. El escalonamiento de los plazos de comparecencia en las demandas civiles
6. Penas para los que acuden armados a ferias, mercados y votaciones en iglesias o la invitación a comer a extraños con motivo de la celebración de estas
7. Se impone la pérdida de la "fealdat" no solo por "tajar", sino también por "amigar"
8. Clérigos residirán en lugar donde reciban beneficio eclesiástico
9. Concubinas de los clérigos pagarán por lo que les toca por los bienes propios adquiridos a título sucesorio, o de los que adquieran juntamente con su “amigo” el clérigo
10. Elimina prisión preventiva o el embargo por incumplimiento del plazo de la deuda. La prisión solo cabe tras una demanda pública y según términos de Derecho
11. Exime de responsabilidad penal a los dueños en los casos de muerte o herida de bestia, caída de árbol, ahogamiento, caída de caso o desde la casa, y de homicidio involuntario

Finalmente, este Amejoramiento de 1418 no quedó incorporado al Fuero General y, por lo tanto, no se reconoció como parte de este.

Escudo oficial de la Comunidad Foral de Navarra.

## La cuestión navarra durante la Transición
Con la recuperación de la democracia en España tras el fin de la dictadura franquista, y la convocatoria para la elección de las cortes constituyentes de 1977, se inició en Navarra un debate político, jurídico e identitario sobre la manera de abordar la democratización de las instituciones forales y la regulación de la cuestión del régimen foral de Navarra en el nuevo texto constitucional.
Los sectores nacionalistas vascos, con el apoyo del PSOE, apostaron por la adhesión de Navarra al proyecto de comunidad autónoma del País Vasco, logrando el beneplácito inicial del gobierno del presidente Adolfo Suárez. Esa proclividad gubernamental a la constitución de una autonomía conjunta entre las tres provincias vascas y la de Navarra fue rechazada por la mayoría de los políticos foralistas navarros y por la UCD navarra, que defendían un proyecto autonómico foral e independiente. 
Como fórmula de compromiso, se llegó al acuerdo de que la Constitución reconocería el régimen foral de Navarra mediante la Disposición Adicional Primera (que reconoce los derechos históricos de los territorios) y el mantenimiento (en contraposición a su derogación para las demás provincias vascas) de la vigencia las leyes de confirmación y modificación de fueros de 1839 y 1841 sustentadoras del régimen foral. Además, se resolvió diferir el tema de la adhesión de Navarra al proceso autonómico vasco para más adelante cuando las instituciones forales se hubieran democratizado regulando en la Disposición Transitoria Cuarta de la Constitución, un procedimiento para que Navarra fuera incorporada a la comunidad autónoma del País Vasco.
Pese a todo, este compromiso político sobre la manera de abordar constitucionalmente la cuestión navarra no fue aceptado por un sector de la UCD navarra que, descontento con la introducción en el texto constitucional del mecanismo de incorporación de Navarra al País Vasco, decidió abandonar la formación centrista y fundar un nuevo partido, Unión del Pueblo Navarro (UPN). 
Aprobada y promulgada la Constitución, en enero de 1979 por Real Decreto 121/1970, se creó el Parlamento Foral de Navarra (precedente inmediato del actual Parlamento de Navarra) como cámara normativa de representación democrática de la ciudadanía navarra, y establecieron las normas para la elección de los miembros de la Diputación. Los resultados de las elecciones a este Parlamento Foral y la Diputación celebradas en abril de 1979, dieron a las fuerzas políticas (UCD, UPN, y PSOE -que había variado su inicial apuesta por la autonomía conjunta con las demás provincias vascas al apoyo a la autonomía propia para Navarra) una mayoría de más del 60 % de los votos y de más del 75 % de escaños de la cámara que dichas formaciones utilizaron para abrir las negociaciones con el Gobierno para, con apoyo en la Disposición Adicional Primera de la Constitución que establecía que la actualización general de los derechos históricos reconocidos para los territorios forales se llevaría en el marco de la Constitución.

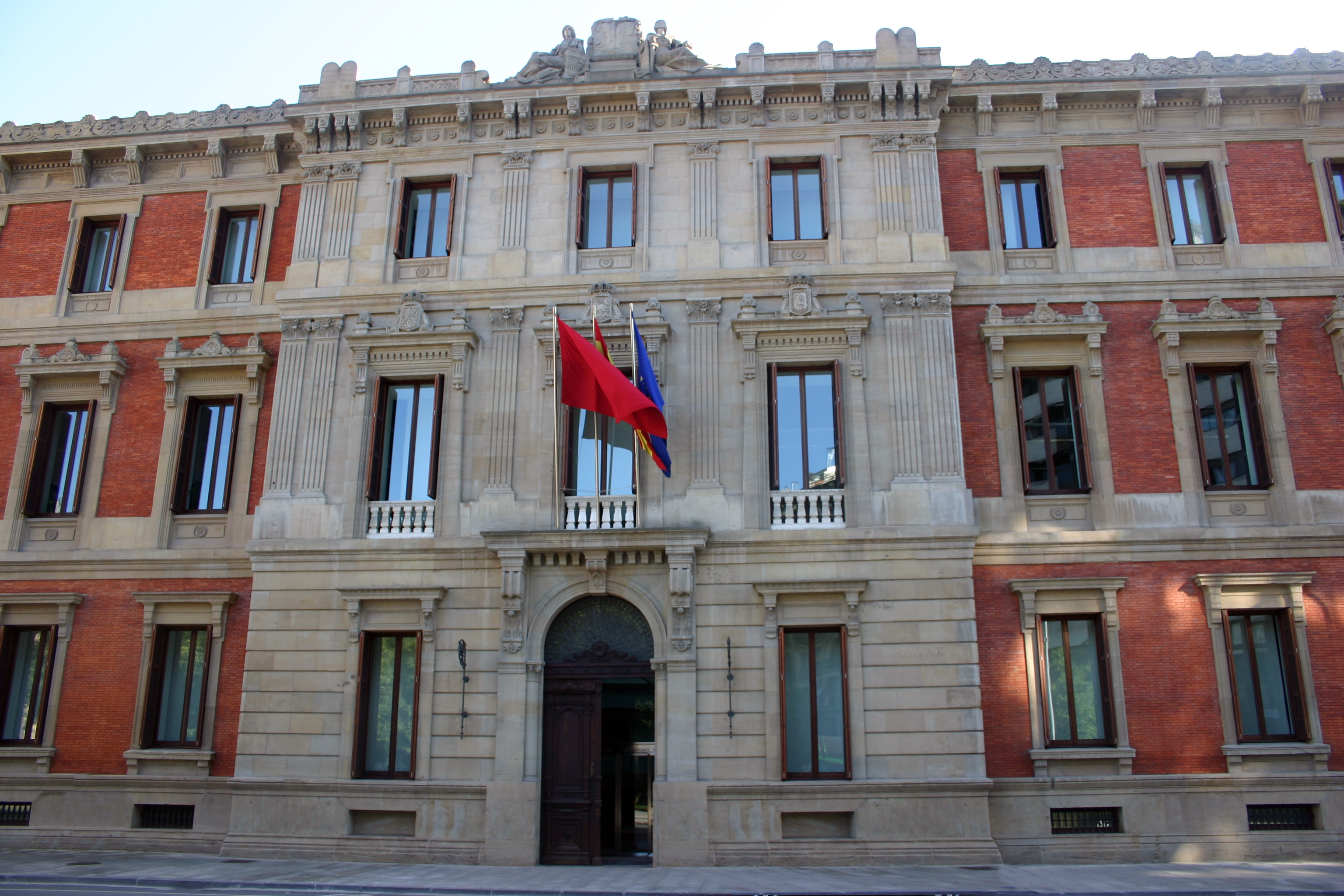
Fachada del Parlamento de Navarra

## Negociación y tramitación parlamentaria
Para la negociación con el Gobierno sobre el texto y modo de actualizar el régimen foral se formó una comisión negociadora compuesta por 7 miembros que representaban a los partidos favorables a la vía autonómica propia de Navarra: UCD, AP y PSOE. Las negociaciones se prolongaron durante más de 2 años, celebrándose un total de 12 reuniones oficiales con la comisión homóloga elegida por el Gobierno. Alcanzado un acuerdo final, se acordó tramitarlo como una ley orgánica de las previstas en la Constitución para regular el régimen general de las comunidades autónomas.
Su texto fue aprobado por el Parlamento Foral provisional el 15 de marzo de 1982, con 49 votos a favor (los de UCD, PSN-PSOE, UPN y Partido Carlista) y 5 en contra (PNV y EE). A la sesión no asistieron los 16 parlamentarios restantes (Herri Batasuna y las agrupaciones electorales afines de Amaiur). 
El 10 de mayo de 1982 se debate una moción de Euskadiko Ezkerra sobre la posibilidad de someter la LORAFNA a referéndum, siendo rechazada porque: 
1. El Amejoramiento no era un Estatuto de Autonomía emanado en base al art. 151 de la Constitución Española de 1978, no se trataba de la creación de un nuevo régimen jurídico, sino de una actualización, una reforma.[15]
2. La vía tradicional de negociación entre Navarra y el Estado no incluía la necesidad de un referéndum tras cada reforma.

Posteriormente fue aprobada por las Cortes Generales en lectura única como ley orgánica, entrando en vigor el 16 de agosto de 1982.
Al igual que los estatutos de las demás comunidades autónomas que no accedieron a la autonomía a través del artículo 151 de la Constitución Española (todas, excepto País Vasco, Cataluña, Galicia y Andalucía) el Amejoramiento del Fuero no precisó de referéndum para su entrada en vigencia.

## Contenido del Amejoramiento de 1982
El Amejoramiento del Fuero está integrado por un título preliminar, y otros tres títulos más. Totaliza 71 artículos, tres disposiciones adicionales, 7 disposiciones transitorias y una disposición final.
Como norma institucional básica de la Comunidad Foral, el Amejoramiento regula las instituciones de Navarra, sus competencias, así como aspectos conexos de organización institucional.
Su título preliminar declara a Navarra como Comunidad Foral, fijando su territorio en el de las merindades históricas de Pamplona, Tudela, Estella, Sangüesa y Olite y otorga a Pamplona la capitalidad.
Reconoce al castellano como lengua oficial de Navarra, pero atendiendo a la situación de pluralidad lingüística que se da históricamente en la parte norte de Navarra garantiza al euskera también el carácter de oficial en las zonas vascoparlantes en base al principio legal de predominio lingüístico.
El título primero está dedicado a las instituciones de Navarra. Se establece en él que las instituciones de Navarra son 3:
- El Parlamento de Navarra o Cortes de Navarra, como asamblea legislativa.
- El  Gobierno de Navarra o Diputación Foral, como consejo ejecutivo de gobierno.
- El Presidente de la Comunidad Foral de Navarra como presidente del Gobierno de Navarra y más alta representación de Navarra (inicialmente hasta la reforma del Amejoramiento de 2009 denominado Presidente del Gobierno de Navarra o Diputación Foral).

Su título segundo está dedicado a las competencias y facultades de Navarra. En él se especifican las distintas competencias de la Comunidad Foral.
Además, el Amejoramiento del Fuero recoge el principio foral clásico de relación financiera bilateral con el Estado a través del sistema de Convenio Económico y recupera a la Cámara de Comptos (institución medieval suprimida en 1836) como tribunal de cuentas propio.
Así mismo, el art.70 establece, la facultad de Navarra, dentro del marco constitucional, de suscribir de convenios y acuerdos de colaboración con las comunidades limítrofes (País Vasco, Aragón y La Rioja).
Su título tercero está dedicado a la reforma del amejoramiento, cuya iniciativa se reconoce tanto al Gobierno de la Nación y al Gobierno de Navarra, que deberán presentar al Parlamento de Navarra y a las Cortes Generales el texto de modificación que acuerden.
Por último, en su disposición adicional segunda, el Amejoramiento establece que el órgano competente al que alude la Disposición Transitoria Cuarta de la Constitución con potestad para poner en marcha el procedimiento para la incorporación de Navarra al País Vasco es el Parlamento de Navarra, órgano que también es declarado como competente para separar a Navarra del País Vasco una vez producida la incorporación.

## Reforma
El Amejoramiento del Fuero, de acuerdo con su propia previsión del necesario acuerdo entre Navarra y el Estado para proceder a su modificación, ha sido reformado en dos ocasiones.
En 2001 para suprimir el mecanismo automático de elección como presidente del Gobierno de Navarra al candidato del partido más votado en el caso de que ningún candidato alcance la mayoría requerida en el plazo legal establecido y para atribuir al presidente del Gobierno de Navarra la facultad de disolver el Parlamento de Navarra y convocar nuevas elecciones.
En 2009 se procedió a una segunda modificación de mayor calado, en el que se introdujo la regulación de instituciones como la Fiscalía Superior de Navarra y el Defensor del Pueblo de la Comunidad Foral de Navarra, así como para actualizar la terminología utilizada en su texto.

## Significado
La vía elegida para su negociación y promulgación como ley orgánica supuso la concepción del Amejoramiento como una verdadera actualización del régimen foral reconocido para Navarra en la Ley Paccionada de 16 de agosto de 1841 y a tal fin se le denominó precisamente "amejoramiento" en uso del tradicional y medieval término navarro para aludir a la actualización normativa. No obstante, la naturaleza y carácter jurídico del Amejoramiento sigue siendo un tema polémico.
Así, según algunos autores, el Amejoramiento es deudor de un concepto jurídico complejo en su constitución, pues si bien como los Estatutos de Autonomía serían producto de una concesión de la Constitución, "el Fuero supondría un derecho anterior a la propia norma que sería reconocido por ésta y que estaría basado en el concepto de libertad civil". Además, se relacionaría con el concepto de "autonomía originaria" del pueblo navarro, a pesar de que ni el Amejoramiento ni la doctrina suele utilizar comúnmente el concepto de "nacionalidad" previsto constitucionalmente y se prefiere la denominación de "comunidad foral".[cita requerida]
Hay autores que han negado que el Amejoramiento tenga naturaleza de Estatuto de Autonomía, señalando que se trataría de un pacto entre Navarra y el Estado que viene a actualizar el contenido en la Ley de Modificación de Fueros de 1841.[cita requerida] Mientras otros autores opinan que el Amejoramiento tiene una naturaleza bifronte: de un lado es un auténtico Estatuto de Autonomía que organiza a Navarra como comunidad autónoma y de otro lado es también un pacto foral y por ello Navarra no es una comunidad autónoma, sino que tiene un carácter singular y por eso se denomina Comunidad Foral.[cita requerida]
Por su parte otros sectores minoritarios, entre los que se encuentran historiadores como Bartolomé Clavero, opinan que el pueblo de Navarra es "sujeto de soberanía" y está reconocido en la Disposición Adicional Primera del texto constitucional y solo a él le corresponde libremente decidir su estatus e identidad, sin que esté determinado por hechos históricos anteriores.[cita requerida]